# 转换障碍
轉化症（英語：conversion disorder）或稱功能性神經症狀障礙症（英語：functioning neurological disorder）。患者症狀通常為麻木、感覺過敏、突然失明、突然發生完全性聽力喪失、失音或喉部梗阻感、肢體癱瘓、不能站立、無肌肉萎縮下的不能步行、痙攣發作、倒地。當找不到有關的醫學解釋時，這些症狀就歸因於轉化症 。轉化症通常見於10至35歲的人群當中，並且影響總人口數的0.011％至0.5％。轉化症的症狀通常不符合已知的解剖學和生理機制 。有意見指出，患者出現的症狀往往反映出患者對解剖結構的理解，當患者所掌握的醫學知識越少，出現的症狀就越令人難以置信。

## 預後
許多實證研究均發現轉化症的預後存在巨大差異，有些病例僅需數週即可解決，另一些病例則持續數年或數十年。同時也有證據表明存在着無法治愈的轉化症，儘管患者身上的症狀可能會緩解，但是隨時都可能複發。 而且許多被「治愈」的患者繼續地具有某種程度的症狀。